# José María Peralta Lagos

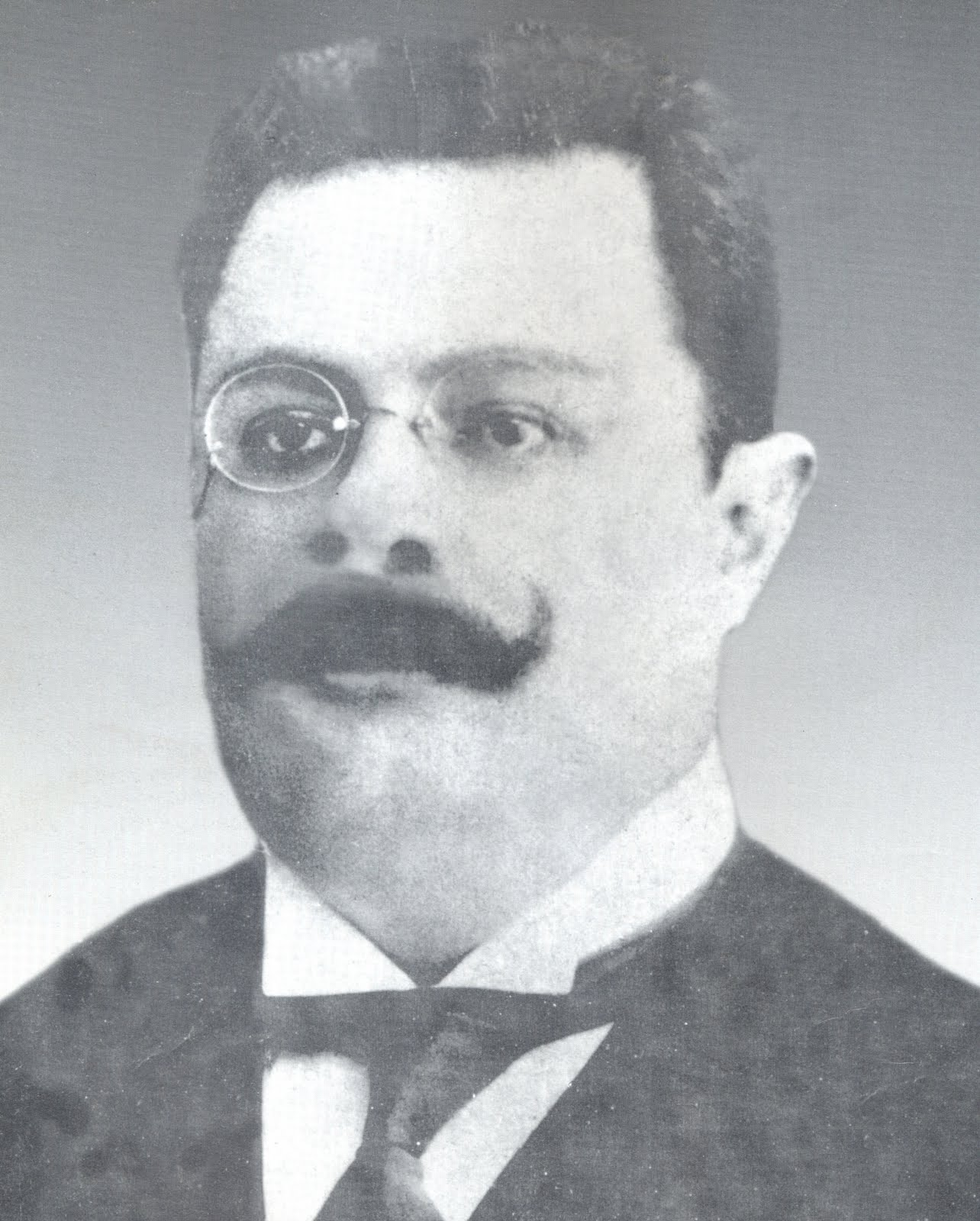
José María Peralta Lagos

José María Peralta Lagos (Santa Tecla, 25 de julio de 1873-Ciudad de Guatemala, 22 de julio de 1944) fue un escritor, militar, ingeniero, militar, diplomático y político salvadoreño; escribió bajo el seudónimo de T.P. Mechín.

## Biografía
Realizó sus estudios en la Academia de Ingenieros de Guadalajara, en España. Encabezó los trabajos de construcción del Teatro Nacional de San Salvador a principios del siglo XX, junto con el ingeniero José Emilio Alcaine. En el 15 de mayo de 1901, fue nombrado 2.º vocal de la Junta de Fomento para el saneamiento de San Salvador por el Poder Ejecutivo en lugar de Juan Antonio López que no había aceptado el mismo cargo. Fue representante diplomático de El Salvador en España y ministro de Guerra y Marina en el gobierno del presidente Manuel Enrique Araujo (1911-1913). Se desempeñó como miembro de número de la Academia Salvadoreña de la Lengua.

## Obra
La prosa de Peralta Lagos es costumbrista y está escrita en forma humorística y a veces irónica.
Sus obras publicadas son:
- Burla burlando (Colección de artículos, 1923)
- La muerte de la Tórtola o Malandanzas de un corresponsal (novela, 1932)
- Brochazos (cuentos, 1925)
- Dr. Gonorreitigorrea (novela, 1926)
- Candidato (comedia en tres actos, 1931)
- Masferrer humorista (ensayo, 1933)
- Algunas ideas sobre la futura organización de la enseñanza superior de CA. (ensayo, 1936).